# Cornella de Torres
La cornella de Torres (Corvus orru) és un ocell de la família dels còrvids (Corvidae).

## Hàbitat i distribució
Habita el bosc, selva, vegetació costanera, platges i terres de conreu de les terres baixes de les illes de Babar, a l'extrem oriental de les Petites de la Sonda, Moluques septentrionals, Tanimbar, a les Moluques meridionals, Nova Guinea i illes properes, i Austràlia (absent de Tasmània).